# Edvard Ehlers
Edvard Laurits Ehlers (Copenhaga, 26 de março de 1863 — Copenhaga, 7 de maio de 1937) foi um dermatologista da Dinamarca que em conjunto com Henri-Alexandre Danlos ajudou a descobrir a Síndrome de Ehlers-Danlos.